# Darío Hernández Saldaña
Darío Hernández Saldaña es un jugador español de fútbol americano, internacional con la selección española de fútbol americano.
Actual presidente y jugador de Las Rozas Black Demons, equipo que compite desde el año 2008 en la liga nacional de fútbol americano LNFA.
Con la selección española de fútbol americano ha partcipado en los campeonatos europeos del grupo B de Amiens' 04 que España disputó contra las selecciones de Francia, Rusia y Gran Bretaña, quedando esta última campeona del torneo.
En el siguiente torneo europeo Wolfsberg ' 09 compitiendo contra Austria e Italia de nuevo en el grupo B de selecciones europeas, siendo la primera vencedora del torneo y ascendiendo al grupo A de selecciones.
Jugando como Linebacker LB y como Defensive end DE con el número 92 y 52.Las primeras temporadas las desarrollo como DE exclusivamente, posteriormente empezó a compatibilar la tarea de Linebacker y Defensive End hasta el momento.Siendo el mejor jugador de defensa senior en Black Demons en las temporadas 2006,2007 y 2008.
Ha desarrollado toda su carrera en Black Demons.

## Logros
- 4ºPuesto en el europeo de selecciones grupo B.(2004)
- 1 Sucampeonato de la liga nacional 7x7,LNFA2,(2005)
- MVP Defensivo Senior Black Demons temporada (2006)
- 1 Campeonato de la liga nacional 7x7,LNFA2,(2006)
- MVP Defensivo Senior Black Demons temporada (2007)
- MVP Defensivo Senior Black Demons temporada (2008)
- 5ºPuesto en el europeo de selecciones grupo B(2009)